# Torrubia del Campo
Torrubia del Campo község Spanyolországban, Cuenca tartományban. Torrubia del Campo Almendros, Uclés, Pozorrubio, Spain, Horcajo de Santiago, El Acebrón és Villarrubio községekkel határos. Lakosainak száma 312 fő (2024).

## Népesség
A település népessége az utóbbi években az alábbiak szerint változott:
| Lakosok száma | 341  | 334  | 342  | 341  | 319  | 291  | 275  | 257  | 281  | 312  |
|               | 2001 | 2004 | 2006 | 2009 | 2011 | 2014 | 2016 | 2019 | 2021 | 2024 |